# World Cola
 (juin 2025).
 (juin 2025).
World Cola est une boisson gazeuse aromatisée disponible dans plusieurs pays d’Afrique, notamment en Burkina Faso, Côte d'Ivoire, Cameroun, Sénégal, Gabon, République démocratique du Congo et Bénin.

## Histoire
La création de World Cola fait suite à la rupture des accords commerciaux entre le groupe Castel et la société The Coca-Cola Company en 2016, qui a conduit à la fin de l’embouteillage et de la distribution des produits Coca-Cola par certaines filiales africaines du groupe Castel,.
Face à cette situation, le groupe Castel a lancé World Cola en 2022, notamment dans plusieurs pays d’Afrique de l’Ouest et centrale dont le Burkina Faso, la Côte d’Ivoire et le Cameroun,.
World Cola s’inscrit dans une dynamique de promotion des produits locaux et de consommation panafricaine, valorisant les savoir-faire agroalimentaires du continent.

## Description
World Cola est une boisson gazeuse pétillante aux arômes de cola. Elle se caractérise par un goût sucré et rafraîchissant, accessible à un large public.

## Composition
Les ingrédients principaux de World Cola sont :
- Eau gazéifiée
- Sucre
- Édulcorants
- Arômes naturels de cola
- Colorant caramel au sulfite d’ammonium
- Acidifiant (acide phosphorique)
- Conservateur (E211)[7],[8].

## Distribution
World Cola est distribuée dans plusieurs pays africains, notamment au Burkina Faso, en Côte d’Ivoire, au Cameroun, au Gabon, au Sénégal, en RDC et au Bénin. La boisson est disponible en bouteilles et en verre consignées (30 cl, 50 cl), en bouteilles PET (30 cl, 150 cl, 1 L) et en canettes de 33 cl selon les marchés.
Au Cameroun, World Cola est commercialisée par la Société anonyme des brasseries du Cameroun (SABC).